# Zhuotian
Zhuotian är en köping i sydöstra Kina. Den ligger i Changting härad i staden Longyan i provinsen Fujian, omkring 310 kilometer väster om provinshuvudstaden Fuzhou. Antalet invånare är 35 083. Befolkningen består av 17 040 kvinnor och 18 043 män. Barn under 15 år utgör 21,0 %, vuxna 15-64 år 66 %, och äldre över 65 år 11,0 %.